# August Müssle

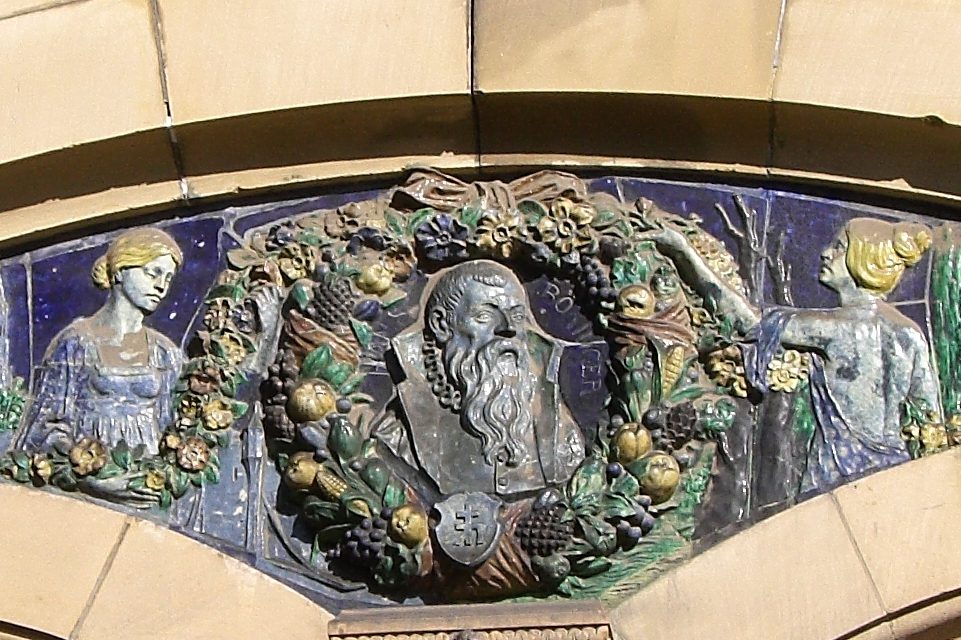
Relief Hans Böringer an der Gertrud-Luckner-Gewerbeschule in Freiburg

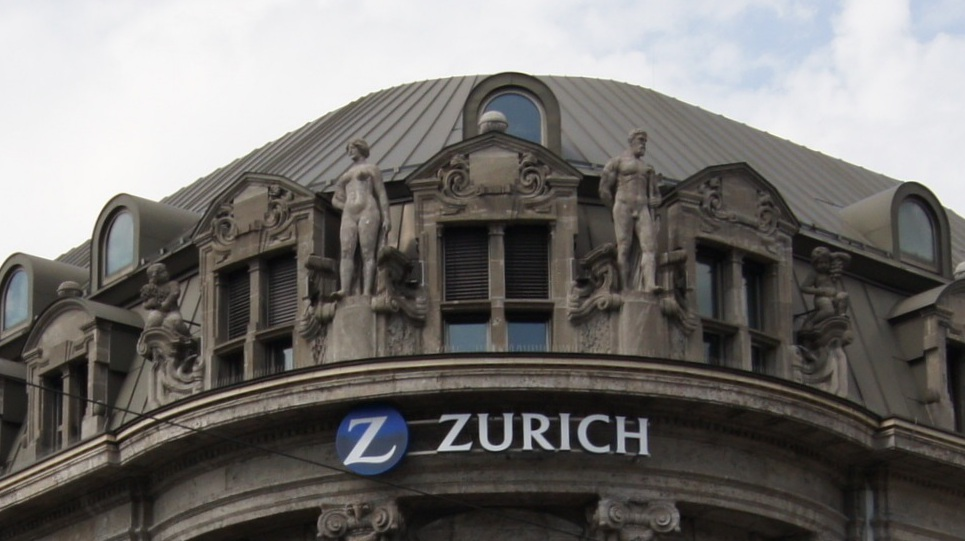
Eckrondell an der ehemaligen Dresdner Bank in Freiburg

Gervasius Karl August Müssle (* 2. September 1871 in Freiburg im Breisgau; † 16. März 1935 in Kenzingen) war ein badischer Bildhauer.

## Leben
Müssle wurde um die Jahrhundertwende von Julius Seitz an der Gewerbeschule Freiburg ausgebildet, nachdem Seitz 1899 dort die Modellierkurse hielt. Zwischen 1902 und 1905 war er unter ihm an den Ornamenten für einen Brunnen in St. Peter sowie an der Ausgestaltung der späteren Gertrud-Luckner-Gewerbeschule beteiligt. Neben dem Relief von Hans Böringer, dem Schöpfer des Renaissance-Lettners im Freiburger Münster, schuf Müssle dort die Bildnisse zu Architektur, Bildhauerei und Malerei. Das Pfarrhaus der benachbarten Johanneskirche wurde zu dieser Zeit ebenfalls von Seitz und Müssle verziert. Mit seinem Kollegen und Mit-Seitz-Schüler Theodor Hengst (* 1869) arbeitete Müssle von 1905 bis 1910 am neubarocken Eckrondel der Dresdner Bank, bevor die beiden mit vier ihrer Kollegen ab 1906 an der Bauplastik für das Freiburger Stadttheater tätig waren.
Am 16. März 1901 heiratete Müssle in Freiburg in ihrer zweiten Ehe die gebürtige Lörracherin Maria Auguste Meissburger (1862–1931). Im Jahr 1901 kam die Tochter Mathilde Maria zur Welt († 1975 in Salt Lake City), 1903 folgte der Sohn Karl August Muessle († 1982 in Kenzingen). Von 1901 bis 1910 ist in Freiburg ein Atelier Müssles nachgewiesen. Danach verzog er mit seiner Familie nach Kenzingen.